# Collyer (Kansas)
Collyer es una ciudad ubicada en el de condado de Trego en el estado estadounidense de Kansas. En el año 2010 tenía una población de 109 habitantes y una densidad poblacional de 181,67 personas por km².

## Geografía
Collyer se encuentra ubicada en las coordenadas 39°2′13″N 100°7′3″O / 39.03694, -100.11750 (39.036947, -100.117451).

## Demografía
Según la Oficina del Censo en 2000 los ingresos medios por hogar en la localidad eran de $24,167 y los ingresos medios por familia eran $35,313. Los hombres tenían unos ingresos medios de $27,708 frente a los $20,833 para las mujeres. La renta per cápita para la localidad era de $11,346. Alrededor del 19.4% de la población estaban por debajo del umbral de pobreza.